# Klavdia Necháieva
Klavdia «Klava» Andreevna Necháieva (en ruso: Клавдия Андреевна Нечаева; 25 de febrerojul./ 9 de marzo de 1916greg. – 17 de septiembre de 1942)  fue una piloto de caza soviética que combatió en la Segunda Guerra Mundial, inicialmente con el 586.º Regimiento de Aviación de Cazas, pero luego fue transferida al 434.º Regimiento de Aviación de Cazas, junto con las aviadoras Klavdia Blinova, Antonina Lébedeva y Olga Shájova y otros miembros de la unidad en septiembre de 1942. Posteriormente, pasó a volar en varios regimientos predominantemente masculinos, en los que participó en intensos combates aéreos durante la Batalla de Stalingrado donde murió en combate el 17 de septiembre de 1942.

## Biografía

### Infancia y juventud
Klava Necháieva nació el 9 de marzo de 1916 en Polianka en la gobernación de Riazán en esa época parte del Imperio ruso. Asistió a una escuela integral local. Aprendió a volar en el club aéreo de Izmailovsky en Moscú y luego trabajó como instructora.

### Segunda Guerra Mundial
En octubre de 1941, poco después de la invasión alemana de la Unión Soviética, Necháieva se ofreció como voluntaria para el servicio de vuelo de primera línea y fue aceptada en el 122.º Grupo de Aviación, una unidad especial formada íntegramente por mujeres, al mando de Marina Raskova. Comenzó a entrenar en la Escuela de Aviación Militar de Engels, allí fue asignada al 586.º Regimiento de Aviación de Cazas, unidad donde solo eran aceptadas las mejores y más competitivas candidatas.
El 7 de marzo de 1942, Raskova anunció al regimiento que habían sido destinadas a la defensa aérea de Moscú. El regimiento, sin embargo, no abandonó Engels hasta el 9 de abril de 1942, aunque en su camino a Moscú tuvieron que hacer escala en el aeródromo de Razbóishchina, para sustituir los esquíes del tren de aterrizaje. Debido a la imposibilidad de conseguir nuevas ruedas se vieron atrapadas en el campo de aviación cuyas instalaciones dejaban mucho que desear. Tal como lo describo una de las pilotos, la pista de aterrizaje era «un lago de aceite y combustible en cuya orilla se oxidaban vehículos abandonados. Había mierda por todas partes, y del techo del comedor caía directamente sobre los platos toda clase de sustancias inefables».
Después de varias semanas de inactividad en tan deprimente lugar, las integrantes del regimiento recibieron por fin la orden de ponerse en marcha, aunque en este caso su destino no sería Moscú sino Sarátov, a pesar de que la ciudad contaba con importante instalaciones militares e industriales lo cierto es que se encontraba lejos del frente y hasta entonces no había sufrido ningún bombardero por parte de la aviación alemana. Partieron hacia su nuevo destino el 14 de mayo. Allí permanecieron estacionadas en el aeropuerto de Anísovka, durante este periodo surgió una gran antipatía hacia la comandante del regimiento Tamara Kazárinova, de ella se quejaban, principalmente, que no se ponía a los mandos de su avión y que las trataba con gran severidad. Muchas consideraban que su forzosa inactividad se debía a su comandante que consideraba que todavía «no estaban listas».

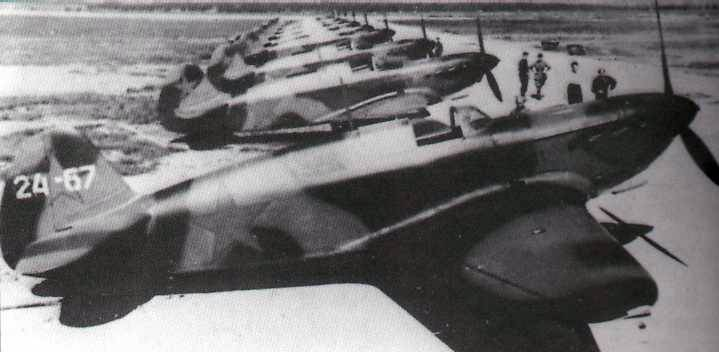
Cazas Yakovlev Yak-1 similares a los que utilizó Necháieva durante la batalla de Stalingrado

A principios de septiembre de 1942, el 8.º Ejército Aéreo, que combatía en la batalla de Stalingrado, solo tenía, en condiciones de combate algo más de 97 aparatos, muchos de los cuales eran modelos I-15 o I-16 ya obsoletos, razón por la cual su comandante, el teniente general Timofei Jriukin, solicitó que se le asignaran todos los aviones Yakovlev Yak-1 que hubiera disponibles en ese momento. Es por eso, que el 1.er escuadrón del 586.º Regimiento de Aviación de Cazas, que tenía ocho nuevos cazas Jak-1, fuera transferido al Frente de Stalingrado. Sus nuevas órdenes establecían que debían combatir a los aviones de reconocimiento enemigos. Sin embargo, muchas pilotos consideraban que había sido su comandante Kazárinova, la que había solicitado el traslado al general Alexander Osipenko, para deshacerse de algunas de las pilotos más críticas con ella.
El escuadrón, formada por ocho pilotos y sus correspondientes dotaciones de tierra (armeras y mecánicas), fue dividido en dos escuadrillas y enviadas a distintos regimientos en Stalingrado, así una escuadrilla, al mando de Klavdia Necháieva e integrada por Klavdia Blinova, Antonina Lébedeva y Olga Shájova, fue asignada al 434.º Regimiento, mientras que la segunda escuadrilla, al mando de Raisa Beliáieva y formada por María Kuznetsova, Yekaterina Budánova y Lidia Litviak, fue enviada al 437.º Regimiento de Aviación de Cazas. De estas ocho aviadoras, cinco morirían en combate y una sería capturada por los alemanes. El 10 de septiembre, finalmente las aviadoras abandonaron la base aérea en Sarátov y se dirigieron a Stalingrado. A su llegada, voló como apoyo a los barcos y barcazas que transportaban carga para la ciudad sitiada.

### Muerte
Klava Nechaeva murió en combate aéreo, protegiendo a su comandante de escuadrón de un ataque enemigo sobre Stalingrado el 17 de septiembre de 1942. Después de una misión exitosa en la que cuatro aviones enemigos fueron derribados, el avión del comandante de escuadrón fue atacado al aterrizar, pero los Pe-2 que escoltaban fueron capaces de alcanzar su objetivo. Para salvar a su comandante de escuadrón, Nechaeva atrajo el fuego del avión enemigo sobre sí misma.
El 6 de abril de 1985 recibió póstumamente la Orden de la Guerra Patria de 2.do grado. Además una de las calles de la ciudad de Volzhski (óblast de Volgogrado) lleva su nombre. Así mismo su nombre figura en una pancarta simbólica en el Salón de la Gloria Militar en Mamáyev Kurgán (pancarta 25, columna 2, línea 61). Por iniciativa del personal de la planta de tuberías en la ciudad de Volzhski, una calle de la ciudad y la escuela secundaria N.º 29 llevan su nombre. El 17 de septiembre de 1984, se inauguró solemnemente una placa conmemorativa en el edificio de la escuela.